# Hamnet Holditch
Hamnet Holditch, também grafado Hamnett (King's Lynn, 1800 — Cambridge, 12 de dezembro de 1867), foi um matemático britânico que trabalhou principalmente em geometria.
Em 1818, Holditch iniciou seus estudos de matemática na Universidade de Cambridge (Caius College), tendo obtido seu grau de bacharel em 1822 e seu grau de mestre (M.A.) em 1825. Ele foi Senior Wrangler nos Tripos e foi agraciado com o Prêmio Smith de 1822. Foi Fellow da Caius College e seu presidente de 1835 até 1867, quando morreu.
Suas investigações foram principalmente em geometria (cáusticas, evolutas e involutas, curvas rolantes e tangentes duplas). Foi ele o descobridor do teorema de Holditch.